# 곡예사캐비
곡예사캐비(Kerodon acrobata)는 천축서과에 속하는 남아메리카 설치류의 일종이다. 브라질의 토착종으로 아마존 분지의 우림에서 서식한다. 고이아스주부터 토칸칭스주까지 발견되며 테라 론카 주립공원에서도 발견된다.